# Palmach
Il Palmach (in ebraico פלמ"ח, abbreviazione di פלוגות מחץ Plugot Maḥaṣ [pluˈgɔːt ma'χaːts] "compagnie d'attacco") era la forza di combattimento regolare degli Yishuv (insediamenti ebraici) nella Palestina britannica, prima della fondazione dello stato di Israele.
Sezione paramilitare della Haganah, il Palmach fu costituito il 15 (o il 19) maggio del 1941 col fine di curare l'addestramento dei giovani. Forza inizialmente dalla ridotta consistenza, l'anno appena prima della guerra del 1948 essa arrivò a contare tre (secondo altre fonti cinque) brigate, oltre a reparti di supporto aerei, navali e d'intelligence, per un totale di circa 2.000 uomini. Il Palmach contribuì in modo significativo alla cultura e all'ethos d'Israele, al di là del suo indubbio contributo militare. I suoi membri formarono per molti anni la spina dorsale dell'Alto Comando delle forze di difesa israeliane (IDF) per diventare in seguito importanti uomini politici e di cultura.

## Storia
Il Palmach venne fondato dall'esercito britannico e dalla Haganah il 15 maggio 1941, per aiutare i britannici a proteggere la Palestina dalla minaccia nazista. Doveva inoltre assistere le forze britanniche nella pianificata invasione di Siria e Libano, all'epoca tenute dalle forze della Francia di Vichy. Esperti britannici addestrarono i soldati del Palmach e li equipaggiarono con armi di piccolo calibro e con esplosivi. Dopo la vittoria nella seconda battaglia di El Alamein nel 1942, e lo scemare della minaccia dell'Asse, i britannici ordinarono lo smantellamento del Palmach, che continuò invece a operare clandestinamente.
Allorché i finanziamenti britannici furono bloccati, Yitzhak Tabenkin, capo dell'unione dei kibbutz, suggerì che il Palmach avrebbe potuto autofinanziarsi inviando i combattenti a lavorare nei kibbutz. Ogni kibbutz avrebbe ospitato un plotone del Palmach e lo avrebbe rifornito di cibo, avrebbe fornito loro alloggio e tutto il materiale necessario. In cambio il plotone avrebbe difeso il kibbutz e avrebbe eseguito lavori, come quelli agricoli. La proposta venne accettata nell'agosto 1942, quando fu deciso che ogni mese i membri del Palmach si sarebbero dovuti addestrare per 8 giorni, lavorare per 14 e riposarsi per 7.
L'addestramento militare, combinato con le attività agricole, comportava:
1. Mantenimento di una forza militare indipendente, facilmente mobilitabile.
2. Finanziamento dell'80% del bilancio del Palmach da parte dei lavoratori che componevano la forza. Il denaro dell'Haganah era finalizzato all'acquisto di armi e all'addestramento.
3. Difficile identificazione della forza.
4. Reclutamento agevolato di gente proveniente dai kibbutz e dai moshav.
5. Creazione di gruppi di coloni che avrebbero formato la base di futuri insediamenti.
6. Educazione dei soldati ai valori del sionismo.

Il programma di addestramento combinato militare-agricolo ed educazione sionista fu chiamato "Ach'shara Meguyeset" הכשרה מגויסת (che significa "Addestramento Leva/Reclutamento").
Più tardi si decise con i movimenti giovanili sionistici che ogni persona d'età fra i 18 e i 20 anni ("gar'een", ossia "nucleo" o "nocciolo" in ebraico) sarebbe stata sottoposta ad addestramento. Ciò costituì la base per gli insediamenti del Nahal. L'addestramento permise al Palmach di aumentare i suoi numeri e di reclutare più persone.
L'addestramento base includeva allenamento fisico, armi portatili, combattimento corpo a corpo e Krav Maga, un addestramento base in acqua, topografia, primo soccorso e operazioni di squadra. Molti dei componenti del Palmach ricevettero addestramento avanzato in una o più attività: sabotaggio e uso di esplosivi, ricognizione, attività da tiratore scelto, comunicazioni e radio, armamento leggero e medio, e uso di mortai da 2 e 3 pollici di calibro. L'addestramento dei plotoni includeva marce prolungate, esercitazioni a fuoco con supporto d'artiglieria, mitragliatrici e mortai.
Il Palmach pose l'enfasi sull'addestramento indipendente e mentalmente aperto per quanti avessero inteso prendere iniziative e costituire un esempio per le proprie truppe. Il Palmach formava comandanti di squadroni e comandanti di compagnia. Il principale corso d'addestramento per comandanti era quello del Palmach e numerosi comandanti della Haganah furono inviati a seguire corsi d'addestramento nel Palmach. Il corso per comandanti del Palmach fu il primo passo compiuto da molti comandanti operativi che costituirono la spina dorsale della Haganah e, più tardi, delle forze di difesa israeliane (IDF).
Fra il 1945 e il 1946, le unità del Palmach svolsero attacchi contro le infrastrutture britanniche quali ponti, ferrovie, installazioni radar e stazioni di polizia. Ogni attività finì tuttavia dopo il 29 giugno del 1946, quando le forze britanniche effettuarono arresti di massa dei capi del Palmach e della Haganah.
Le unità del Palmach sostennero una parte preponderante nella guerra del 1948. All'inizio del conflitto le unità del Palmach ebbero la responsabilità di difendere gli insediamenti ebraici (quali Gush Etzion, Kfar Darom e Revivim) dalle milizie arabe. Sebbene inferiori per numeri e armi, i soldati del Palmach resistettero abbastanza a lungo da consentire alla Haganah di mobilitare la popolazione ebraica e prepararla alla guerra.
Dopo la costituzione delle forze di difesa israeliane (IDF), il Palmach si disciolse in due brigate delle IDF - la Brigata Negev e la Brigata Yiftach. Le Brigate Negev e Yiftah combatterono nel Negev contro l'esercito egiziano e riuscirono ad arrestarlo e poi a respingerlo nella striscia di Gaza e a Sharm el-Sheikh. La Brigata Yiftah più tardi fu ridispiegata al nord.

## Organizzazione militare
Il Palmach fu organizzato in compagnie regolari (sei nel 1943), più cinque o sei unità speciali.
Le unità speciali del Palmach includevano:
- Ha-Machlaka Ha-Germanit: "il Dipartimento Tedesco", era incaricato di realizzare operazioni sotto copertura e operazioni di sabotaggio contro le infrastrutture naziste nel Vicino Oriente e nei Balcani.
- Ha-Machlaka Ha-Aravit: "il Dipartimento Arabo", era incaricato di realizzare operazioni sotto copertura e missioni di spionaggio contro le milizie arabe che frequentemente attaccavano gli insediamenti ebraici. Fu la base per le forze di difesa israeliane (IDF) e le unità mistaravim della polizia di confine israeliana
- Pal-Yam: la forza marittima del Palmach, La principale attività del Pal-Yam fu l'Ha'apala העפלה - il portare i rifugiati ebrei dall'Europa tramite navi, a dispetto del Libro Bianco del 1939 britannico che limitava l'immigrazione ebraica nel futuro territorio dello Stato d'Israele. Più tardi il Pal-Yam divenne la Marina militare d'Israele.
- Unità di sabotaggio: esperti di esplosivi, i suoi componenti divennero la base dei corpi del genio militare israeliano delle IDF.
- Aeronautica: composta da piloti ebrei, addestrati dai britannici, la forza aerea del Palmach costituì la base per l'Aeronautica militare israeliana. Fino a tutto il 1948 essa non ebbe alcun aeroporto, ma più tardi ottenne aeroplani leggeri per operazioni d'esplorazione.

Il Palmach curò con particolare attenzione l'addestramento operativo degli ufficiali comandanti (מפקדי שטח), che divennero la base dell'esercito d'Israele. I comandanti operativi del Palmach furono addestrati in modo assai più approfondito di molte altre specialità dell'esercito, e li si educava ad essere di mentalità aperta e professionale, a mostrare iniziativa e ad assumersi la responsabilità delle proprie azioni. I comandanti operativi del Palmach si preoccupavano anche delle necessità quotidiane dei loro soldati.

## Il Palmach nella politica e nella cultura
Il Palmach fu un'organizzazione associata ai partiti di sinistra. I suoi membri furono addestrati e vissero nei kibbutz, che generalmente avevano simpatie di sinistra. Le tendenze politiche dei suoi leader, quali Yigal Allon ed Yitzhak Sadeh erano per il Mapam, un partito di sinistra che si opponeva a David Ben-Gurion e al partito dominante del Mapai. Tali tendenze mossero Ben-Gurion ad ordinare lo scioglimento del Palmach nel 1948.
I membri del Palmach non costituivano tuttavia un collettivo unito e omogeneo con un'ideologia unica. Nei primi anni di vita dello Stato d'Israele essi potevano essere rintracciati in tutti i partiti politici. Accanto ad attivisti di sinistra quali Mati Peled, Yair Tzaban e Shulamit Aloni, tra i veterani del Palmach si possono includere esponenti della destra come Rehavam Zeevi e Rafael Eitan.
Yigal Allon, considerato da molti come la personalità più rappresentativa della generazione del Palmach, non riuscì mai a guadagnare una vera posizione di primo piano nazionale, sebbene nel 1969 abbia ricoperto per pochi giorni la carica di Primo Ministro, fra la morte di Levi Eshkol e la nomina di Golda Meir. Allon morì nel 1980.
Il più noto appartenente del Palmach nella politica israeliana fu Yitzhak Rabin, del Partito Laburista Israeliano. Altri furono Moshe Dayan, Haim Bar-Lev e Mordechay Gur.
Oltre al contributo militare, il Palmach ebbe grande influenza sulla cultura israeliana del "Tzabar". Tra le attività associate alla "cultura del Palmach" si possono includere il "Kumzitz" (sedersi di notte attorno al fuoco, mangiando, parlando e scherzando), cantare in pubblico, fare escursioni in campagna. Tutto questo prese spesso dimensioni quasi mitizzate, contribuendo a diffondere in Israele la pratica di queste attività. Eminenti personalità della cultura aderenti al Palmach furono:
- Yehuda Amichai - poeta
- Netiva Ben-Yehuda - giornalista, scrittrice, ospite radiofonica
- Haim Hefer - poeta, scrittore
- Haim Guri - poeta, scrittore
- Moshe Shamir - scrittore, sceneggiatore
- Hannah Szenes (Senesh) - poeta
- Dahn Ben Amotz - scrittore, giornalista
- Shaike Ofir - attore

Il Palmach ha anche contribuito a creare numerosi aneddoti, barzellette, "chizbat" (storielle scherzose, sovente basate sull'esagerazione), canzoni, libri e storie.

## Componenti di rilievo del Palmach
- Alto Comando:
  - Eliyahu Golumb - Comandante generale della Haganah
  - Yitzhak Sadeh - Comandante generale del Palmach
  - Giora Shanan - Vice-comandante generale del Palmach
  - David Nammeri - Vice comandante generale del Palmach
  - Yohanan Retner - Ufficiale addetto alla strategia
  - Moshe Bar-Tikva - Ufficiale addetto all'addestramento
  - Itzhak Rabin
- Comandanti delle unità speciali:
  - Shimon Koch Avidan - Comandante del "Dipartimento Tedesco"
  - Israel Ben-Yehuda - Comandante del "Dipartimento Arabo"
  - Yigal Allon - Comandante del "Dipartimento Siriano"
- Comandanti delle Compagnie (unità militari), contrassegnate dalle prime lettere dell'alfabeto ebraico):
  - Yigal Allon, Zalman Mars - Comandanti del Pluga Aleph
  - Moshe Dayan, Meir Davidson, Uri Brener - Comandanti del Pluga Beth
  - Uri Yafeh - Comandante del Pluga Gimel
  - Benjamin Goldstein Tzur - Comandante del Pluga Dalet
  - Abraham Negev - Comandante del Pluga Hey
  - Israel Livertovski, Shinon Koch Avidan - Comandante del Pluga Vav